# Jan Marinus Verburg
Jan Marinus Verburg (1949) is een Nederlands illustrator.

## Biografie
Hij volgde de opleiding tot grafisch vormgever in Enschede. In 1973 ontwierp hij een eerste omslag voor een Salamanderpocket (De dood van Angèle Degroux, H. Marsman.) Na vier verdere omslagen voor de Salamanderreeks illustreerde hij in 1975 A is een letter van Piet Grijs. In 1978 kreeg hij de Gouden Penseel voor Tom Tippelaar, een op basis van zijn illustraties door Annie M.G. Schmidt geschreven tekst. De illustraties zijn gelaagd - zo treedt the Band met Bob Dylan op als de Bob Bronto Band. In 1977 illustreerde hij de Leeuw Leopold van Rainer Kunze; zijn laatste omslag voor de Salamanderpockets is De Ziener van Simon Vestdijk, 1979.
- Digitale Bibliotheek voor de Nederlandse Letteren: verb164
- Nederlandse Thesaurus van Auteursnamen: 06783020X
- RKD-Nederlands Instituut voor Kunstgeschiedenis: 80123
- Système universitaire de documentation: 203150643
- Virtual International Authority File: 3782764